# Ékszer

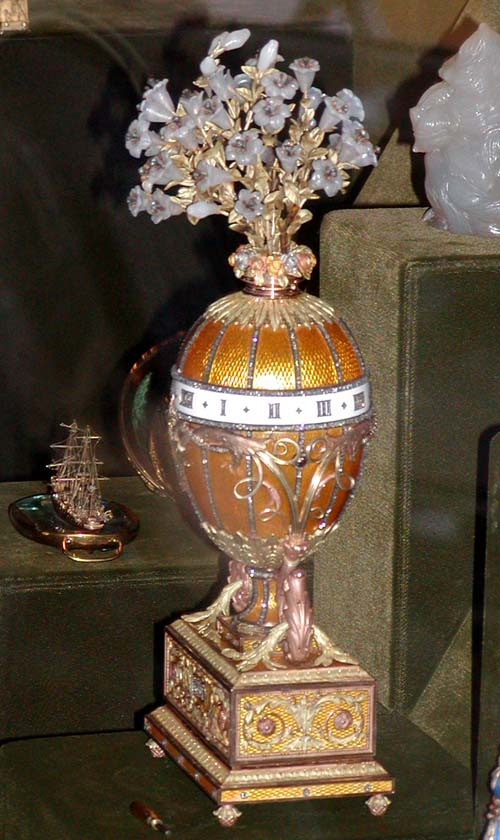
Fabergé-tojás

Az ékszer az apró, leginkább nemes anyagból készült, a testi ékesítés célját szolgáló tárgyak gyűjtőneve. 
Díszítés mellett lehet babonás célja is (pl. díszes amulettek) vagy a hatalom jele (pl. a különböző koronák) vagy puszta jelkép (pl. eljegyzési, doktori gyűrű), másrészt szolgálhat gyakorlati célt is (pl. díszes övcsat). Már az őskorban is nagy volt a szerepe, mint azt az ásatások útján napfényre került kőkorszakbeli, kagylókból, állati fogakból stb. készített „gyöngysorok", perecek bizonyítják. A mai, természeti állapotban a trópusi éghajlat alatt élő néptörzsek közt akadnak olyanok is, amelyeknél az ilyen ékszer jóformán egymaga helyettesíti a ruhát s nagyon valószínű, hogy az őskorban is rokon viszonyok közt az ékszer megelőzte a ruházkodást. 
A kultúra fejlődésével az ékszer egészen iparművészeti jellegű lett, alakítása túlnyomó részben az ötvösművészetnek lett feladata, egyre kisebb mértékben a gemmametszőké. A babilóniai, asszíriai, egyiptomi, krétai, mykenai leletek már nagy fejlettségű É.-művességről tanúskodnak a Kr. e. IV. évezredtől fogva. Már ebben a korban szorosan hozzásimul az É.-ek stílusa az említett népek általános művészeti stílusához s így van ez napjainkig.

## Ékszertípusok
A fő ékszertípusok már ebben az időben is elkülönültek egymástól rendeltetésük szerint. Ilyen pl. a hajdíszítő diadém, amelynek pompás, aranyból domborított példányai mór a Kr. e. II. évezredből is maradtak ránk. Ebbe a sorba tartoznak a gazdag díszítésű hajtűk is. A nyakékességet szolgálták a különböző, gyöngyből, zománcos aranyból, drágakövekből készült nyakláncok; a kar és láb díszei arany-, ezüst- és csontperecek; végül divatoznak a gyűrűk, fülbevalók, primitív népek ajak- és orr- perecei stb. Mindezek közvetlenül a testre kerülnek. 
A ruhán viselt ékszerek elsősorban az ékes fibulák, tűk, csattok, a mellpajzsok, részben a násfák is. A művelt népek ékszereinek legfontosabb anyaga az arany, ritkábban az ezüst; ezeket gyakran kombinálják sokféle színű zománccal, drágakövekkel, gyönggyel, gemmával, kameóval. Az anyagoknak feldolgozási módja szorosan együtt jár az ötvösség más célú technikájával és stílusával. 
Az ékszerek sokféle típusa gyári üzemekben is készül, ezek termékei természetesen alsóbb- rendűek, mint az igazi ötvösművészet készítményei. A tömegfogyasztást szolgálják az ú. n. hamis ékszerek is, amelyek olcsó anyagból (egyszerű fémötvözetek, színes üveg, mesterséges gyöngy stb.) utánozzák a nemes anyagúakat.